# Lineáris függvény
A lineáris függvények a matematikai függvények egyik osztálya. Az elsőfokú függvényeket és a konstans függvényeket közös néven lineáris függvényeknek nevezzük. Sok esetben azonban a konstans függvényeket különválasztják, ugyanis néhány tulajdonság, amiket a lineáris függvényekre elvárunk, nem teljesül esetükben.
Az elemi matematikában elsősorban valós-valós függvényeket nevezünk lineárisnak. Azonban a fogalom értelmezhető tetszőleges gyűrű felett is. A lineáris algebrában speciálisabb módon is értelmezhetőek lineáris függvények, ezeket azonban gyakorta lineáris leképezéseknek nevezik.
A lineáris függvényeknek a különféle közelítő módszerek alkalmazásakor is jelentős szerepük van. A függvénygörbék ugyanis meghatározott feltételek esetén helyettesíthetőek lineáris függvényekkel, így a kezelésük lényegesen könnyebb.

## Általános alak

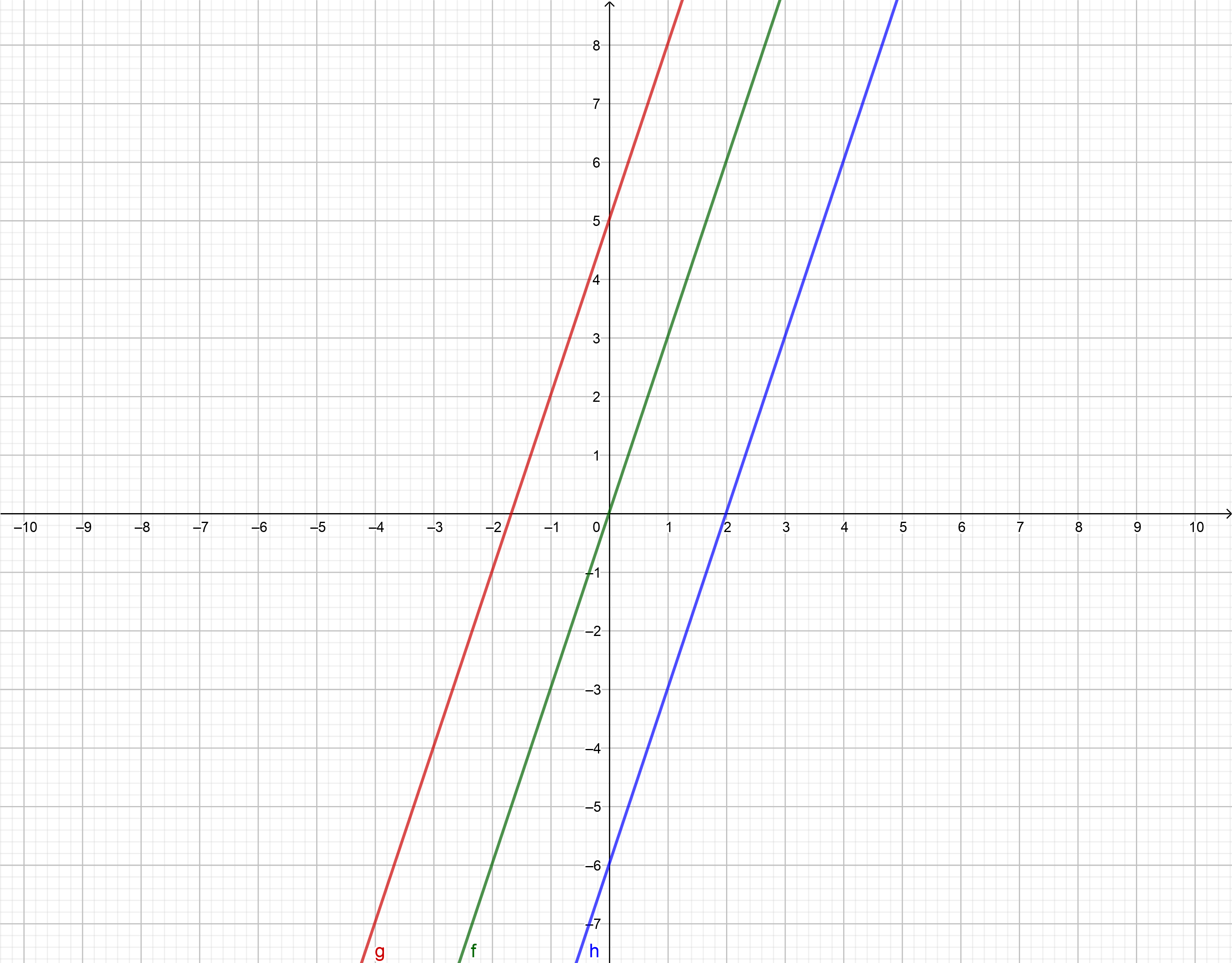
Párhuzamos, azonos meredekségű függvények grafikonjai

A lineáris függvény képének mint ponthalmaznak az egyenlete:
1. {\displaystyle y=mx+t}, ahol {\displaystyle m} a függvény meredeksége,[1] {\displaystyle t} pedig a tengelymetszet. Ha ugyanis {\displaystyle x=0}, akkor {\displaystyle y=m\cdot 0+t=t}.
2. {\displaystyle ax+by=c}, ezt az alakot főleg az egyenletrendszerek megoldása során használjuk.
3. {\displaystyle {\frac {x}{p}}+{\frac {y}{q}}=1} a tengelymetszetes alak, ugyanis {\displaystyle x=0} esetén {\displaystyle y=q} és {\displaystyle y=0} esetén {\displaystyle x=p} lesz igaz, azaz átmegy a {\displaystyle (0,q)} és {\displaystyle (p,0)} tengelypontokon.[2]

Az egyes alakok egymással ekvivalensek, a paraméterek között kölcsönös egyértelműségi kapcsolat van.
Két lineáris függvény képe metszi egymást, ha az egyenleteikből álló egyenletrendszernek egyértelmű megoldása van. Ez a meredekségek esetén gyorsan megállapítható, ugyanis ha a két egyenes eltérő meredekségű, akkor biztosan van metszéspontjuk. A többi esetet pedig megpróbáljuk erre visszavezetni az egyszerűség kedvéért.
A grafikon sose párhuzamos az {\displaystyle y} tengellyel, mivel az egyetlen elemhez végtelen sok, azaz egynél több értéket rendelne. Ez ellentmond a függvény definíciójának.

### Tengelymetszetek
- Metszéspont az {\displaystyle x}-tengellyel: {\displaystyle P(x_{P};0)\Rightarrow f(x_{P})=0}
- Metszéspont az {\displaystyle y}-tengellyel: {\displaystyle Q(0;y_{Q})\Rightarrow y_{Q}=f(0)}

### Metszéspontok
Ha a két függvény {\displaystyle f(x)} és {\displaystyle g(x)}, akkor meg kell oldani az {\displaystyle f(x)=g(x)} egyenletet.
Az {\displaystyle x_{S}} megoldás a metszéspont {\displaystyle x}-koordinátája
{\displaystyle y_{S}=f(x_{S})=g(x_{S})} a metszéspont {\displaystyle y}-koordináta
Így a metszéspont {\displaystyle S(x_{S};y_{S}).}

### Merőlegesség
Gyakori probléma, hogy két egyenes merőleges-e egymásra. Ez a lineáris függvények esetén aránylag egyszerűen eldönthető, mindössze azonos alakúvá kell tenni a kifejezéseiket.

#### Meredekségből
Legyen a két egyenes megadva az
{\displaystyle y=mx+t}
és
{\displaystyle y=m'x+t'}
alakban. Ekkor a két egyenes merőlegességének feltétele:
{\displaystyle m\cdot m'=-1.}
Ez könnyen belátható, ha figyelembe vesszük, hogy a meredekség tulajdonképpen a függvény x-tengellyel bezárt szögének tangense. Ha ez a szög α, akkor a másik egyenes bezárt szöge α+90°. Legegyszerűbb nyersen a definíció alapján számolni:
{\displaystyle \tan(\alpha +90^{\circ })={\frac {\sin(\alpha +90^{\circ })}{\cos(\alpha +90^{\circ })}}={\frac {\cos \alpha }{-\sin \alpha }}=-{\frac {\cos \alpha }{\sin \alpha }}=-{\frac {1}{\frac {\sin \alpha }{\cos \alpha }}}=-{\frac {1}{\tan \alpha }}}

#### Együtthatókból
Ha a két függvény
{\displaystyle ax+by=c}
és
{\displaystyle ux+vy=w}
alakban van megadva, a merőlegesség feltétele:
{\displaystyle av+ub=0.}
Ennek magyarázata a koordinátageometria révén értelmezhető. Az együtthatók ugyanis a függvények egyeneseinek normálvektorait határozzák meg, és két vektor akkor merőleges egymásra, ha a skaláris szorzatuk nulla.
Hasonlóan dönthető el a tengelymetszetes alakból is a merőlegesség.

### Egyenlet két pontból

Két ponttal adott lineáris függvény meredeksége

Adva legyenek az az  {\displaystyle (x_{1};y_{1})} és {\displaystyle (x_{2};y_{2})}, egymástól különböző pontok, melyek az {\displaystyle f} lineáris függvény grafikonján fekszenek. 
A meredekség
{\displaystyle m={\frac {y_{2}-y_{1}}{x_{2}-x_{1}}}.}
és a tengelymetszet
{\displaystyle t=y_{1}-m\cdot x_{1}} vagy {\displaystyle t=y_{2}-m\cdot x_{2}.}
Tehát a keresett függvénykifejezés
{\displaystyle f(x)={\frac {y_{2}-y_{1}}{x_{2}-x_{1}}}\cdot x+\left(y_{1}-{\frac {y_{2}-y_{1}}{x_{2}-x_{1}}}\cdot x_{1}\right)}
egyszerűbben
{\displaystyle f(x)={\frac {y_{2}-y_{1}}{x_{2}-x_{1}}}\cdot (x-x_{1})+y_{1}.}

### Egyenlet egy pontból és meredekségből
Jelölje {\displaystyle P_{1}(x_{1};y_{1}),} a pontot, és {\displaystyle m} a meredekséget. Az egyenletet keressük az {\displaystyle f(x)=mx+t} alakban. Ekkor
{\displaystyle P_{1}(x_{1};y_{1})\quad \Rightarrow \quad f(x_{1})=y_{1}\quad \Rightarrow \quad mx_{1}+t=y_{1}\quad \Rightarrow \quad t=y_{1}-mx_{1}}

### Meredekség
Ha az egyenes az {\displaystyle f(x)=mx+t} alakban van adva, akkor meredeksége {\displaystyle m}.
A két ponton átmenő egyenes meredeksége:
{\displaystyle \tan \alpha ={\frac {f(x_{2})-f(x_{1})}{x_{2}-x_{1}}}={\frac {y_{2}-y_{1}}{x_{2}-x_{1}}}={\frac {\Delta y}{\Delta x}}}

## Típusai
A lineáris függvényeknek két fajtája van:
- elsőfokú függvények: {\displaystyle f:\mathbb {R} \rightarrow \mathbb {R} ,\,f(x)=ax+b} (feltéve, hogy a ≠ 0 )
- konstans függvények: {\displaystyle g:\mathbb {R} \rightarrow \mathbb {R} ,\,g(x)=c}

Képük egy-egy egyenes.
A legegyszerűbb elsőfokú függvény az {\displaystyle f(x)=x}
A b = 0 esetben egyenes arányosságról beszélünk. Ezek általánosítása többdimenzióban a lineáris leképezés vagy régebbi nevén homogén lineáris függvény. Ha b nem feltétlenül nulla, akkor ezek absztrakt általánosításai az affin függvények, melyek lineáris leképezések eltoltjai valamely konstanssal.
A konstans függvények illetve az elsőfokú függvények a függvénykompozícióra zárt halmazt alkotnak:
- két konstans függvény kompozíciója konstans függvény - {\displaystyle m\circ n=m};
- két elsőfokú függvény kompozíciója elsőfokú függvény - {\displaystyle (ax+b)\circ (px+q)=apx+aq+b=mx+n}.

Éppen ez okból sokszor a két típust külön is tárgyalják.

## Derivált és határozatlan integrál
Az {\displaystyle f\left(x\right)=mx+t} függvény deriváltja {\displaystyle f'\left(x\right)=m.} {\displaystyle f'} tehát mindig konstans függvény, mivel egy függvény deriváltja az {\displaystyle P\left(x;f(x)\right)} pontbeli érintő meredekségét adja meg.
Az {\displaystyle f} határozatlan integráljai {\displaystyle F(x)={\frac {m}{2}}x^{2}+tx+c} alakúak.        
Ez a következőképpen mutatható meg:
{\displaystyle F'(x)=\left({\frac {m}{2}}x^{2}+tx+c\right)'={\frac {m}{2}}\cdot \left(x^{2}\right)'+t\cdot (x)'+0={\frac {m}{2}}\cdot 2x+t=mx+t=f(x)}

## Alkalmazások

### Egyenletek megoldása
Elsőfokú egyenletek esetén az algebrai megoldás (ekvivalens átalakítások és megoldóképletek) mellett legalább ilyen hatékony és látványos módszer az egyenlet grafikus megoldása. Ebben az esetben az egyenlet két oldalát egy-egy lineáris függvény formájában ábrázoljuk, majd ezek metszéspontjának abszcisszája lesz az egyenlet megoldása.
Szintén könnyen ábrázolható a kétismeretlenes elsőfokú egyenletrendszer, ennek megoldását is két egyenes metszéspontja adja. Egyben ezen keresztül lehet értelmezni az összefüggő és a független egyenleteket.
A módszer didaktikai szerepe kettős. Egyrészt a vizuális tanulási típusú diákok számára nyújt segítséget, másrészt pedig a grafikus módszerekkel a tanulók számára közelebb lehet hozni a numerikus, közelítő számítások módszereit, különösen az intervallumokon alapuló megoldásokét.

### Függvények transzformációi
A hagyományos függvénytranszformációk tulajdonképpen felfoghatóak a lineáris függvényekkel vett jobb és bal oldali függvénykompozíciók eredményeként. Természetesen itt csak a valódi lineáris függvényeknek van értelmezhető szerepe, a konstansfüggvények nem a várt következményt adják.
A bal oldali kompozíció a függvény érték átalakítását fedi le, az elsőfokú tag együtthatója az y irányú nyújtást, a konstans tag az eltolást jelenti. Hasonlóan a jobb oldali kompozíció az x irányú nyújtást és eltolást, azaz a független változó transzformációját értelmezi.
- {\displaystyle (ax+b)\circ f(x)=a\cdot f(x)+b} a függvényérték transzformációja
- {\displaystyle f(x)\circ (ax+b)=f(ax+b)} a független változó transzformációja

Világosan látható, hogy az {\displaystyle a=0} esetben mindkétszer konstansfüggvényt kapunk, az első esetben {\displaystyle b}, a másodikban {\displaystyle f(b)} értékkel.

### Komplex függvények
A komplex függvények esetén a lineáris függvények tulajdonképpen a komplex sík speciális leképezéseit jelentik. Ha a függvény alakja:
{\displaystyle f(z)=uz+v,}
akkor ez valójában három különböző transzformációt jelképez.
1. A síkot {\displaystyle \mathop {\text{arc}} (u)} szöggel elforgatjuk.
2. Elvégzünk egy {\displaystyle |\arg(u)|} mértékű nyújtást.
3. A konstans tag pedig a sík eltolását jelenti.

Mivel {\displaystyle u=\arg(u)\cdot \left(\cos \mathop {\text{arc}} (u)+{\mathcal {i}}\cdot \sin \mathop {\text{arc}} (u)\right)}, az elforgatás és a nyújtás könnyen belátható, a konstans tag pedig egyszerűen a {\displaystyle \Re (v)+{\mathcal {i}}\cdot \Im (v)} pontba viszi a 0-t.

## Fordítás
Ez a szócikk részben vagy egészben  a   Lineare Funktion című német Wikipédia-szócikk fordításán alapul.  Az eredeti cikk szerkesztőit annak laptörténete sorolja fel. Ez a jelzés csupán a megfogalmazás eredetét és a szerzői jogokat jelzi, nem szolgál a cikkben szereplő információk forrásmegjelöléseként.

## Lásd még
- Lineáris leképezés
- Függvény (matematika)